# Stanoje Bošković
Stanoje Bošković vagy magyarosan Boskovics István (? – Belgrád, 1865. július 6.) szerb mérnök, író.
Munkáiban leginkább a szerb nép népdalait, néphagyományait kutatta.

## Munkái
- Ljudevita Stura knjiga o narodnim pesmama i pripovedkama slavenskim. Ujvidék, 1857. (Stur Lajos könyve a népdalokról és a szláv népmesékről.)
- Jug i jogovici. Uo. 1860 (Déli és déliek)
- Večera kneževa. Uo. 1861 (A fejedelem vacsorája, a szerb nemzet történetéből)
- Bacwanske pjesme Uo. 1862 (Bácsmegyei népdalok)
- Bojna Kosovu. Uo. 1862 (A rigómezei ütközet. Történeti kép)
- Theoretisch-praktisches Lehrbuch zur Erlernung der serbischen Sprache. Pest, 1864 (2. kiadás. Uo. 1871. 3. k. Bpest, 1878. 3. k. Uo. 1883. A három utóbbi kiadást öccse János belgrádi főiskolai tanár adta ki s előszót irt hozzá.)